# Подбережье (Ивано-Франковская область)
Подбережье (укр. Підбережжя) — село в Долинской городской общине Калушского района Ивано-Франковской области Украины.
Население по переписи 2001 года составляло 1385 человек. Занимает площадь 80 км². Почтовый индекс — 77212. Телефонный код — 3437.

## История
В налоговом реестре 1515 в селе документируется поп (следовательно, уже тогда была церковь), разрушен мельница и 11 полей (около 275 га) обрабатываемой земли.
В 1939 году в селе проживало 1120 жителей (1090 греко-католиков, 20 латинян, 10 евреев).